# Ray Lankester
Edwin Ray Lankester (Londen, 15 mei 1847 – 13 augustus 1929) was een Brits zoöloog die zich voornamelijk toelegde op ongewervelden. Hij was de eerste die de verwantschap aantoonde tussen degenkrabben en spinachtigen. Lankester was in 1887 medestichter van de Marine Biological Association in Plymouth en een actief voorvechter van het rationalisme.

## Academisch
Lankester voltooide studies aan het Downing College van de Universiteit van Cambridge en aan Christ Church van de Universiteit van Oxford. Hij werkte vervolgens een tijd als assistent van Thomas Henry Huxley.
Hij was 'Jodrell' hoogleraar zoölogie aan het University College London (1874 - 1890), Linacre hoogleraar vergelijkende anatomie op Oxford (1891 - 1898) en hoofd van het Natural History Museum (1898 - 1907).
Lankester werd in 1907 geridderd; sindsdien mag hij als Sir benoemd worden. In 1908 onderscheidde de Linnean Society of London hem met de Darwin-Wallace Medal en in 1920 met de Linnean Medal. In 1913 ontving hij de Copley Medal.
Hij bleef zijn hele leven ongehuwd.

## Bibliografie

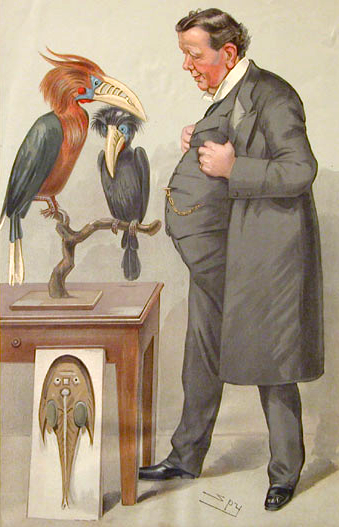
Ray Lankester door Leslie Ward (Vanity Fair, 1905)